# Чиловани
Чиловани (груз. ჭილოვანი) — село в Грузии, на территории Чиатурского муниципалитета края (мхаре) Имеретия.

## География
Село находится на западе центральной части Грузии, на левом берегу реки Квирилы, на расстоянии 7 километров к юго-западу от города Чиатура, административного центра муниципалитета. Абсолютная высота — 559 метров над уровнем моря.

## Население
По результатам официальной переписи населения 2014 года, в Чиловани проживало 184 человека (91 мужчина и 93 женщины). В национальной структуре населения грузины составляли 100 %.
| Год  | Население, человек |
| ---- | ------------------ |
| 2002 | 304                |
| 2014 | ↘ 184              |